# Lasionycta draudti
Lasionycta draudti là một loài bướm đêm thuộc họ Noctuidae. Nó được tìm thấy ở Thổ Nhĩ Kỳ và Nga.